# Африканізована бджола
Африканізована бджола — гібрид африканської бджоли (Apis mellifera scutellata) з різними породами медоносної бджоли (Apis mellifera), поширеними в Європі. Позатаксономічна група виду.

## Історія виникнення
Була виведена в Бразилії в 1956 році в ході експерименту.
Бразильський ентомолог і генетик Воррік Керр на прохання бджолярів привіз цих особин з Африки. Через гарну фізичну силу і плодючість африканських бджіл Керром було прийнято рішення створити шляхом схрещування породу, яка змогла би краще прижитися в спекотному кліматі Бразилії. Однак помилково отримані матки нового гібрида були випущені вченим на волю в 1957 році, де, схрещуючись з трутнями звичайних бджіл, почали давати плідне потомство.

## Особливості
Відрізняється розмірами й надзвичайною агресивністю. Успадкована від африканської бджоли фізична сила дала африканізованим бджолам високу життєздатність, стійкість до різних погодних умов, здатність виробляти вдвічі більше меду, ніж звичайні бджоли. Період розвитку від яйця до імаго в африканізованих бджіл на один день коротше, ніж у звичайної бджоли, що дає їм конкурентну перевагу в розмноженні.
Поширившись в лісах, африканізовані бджоли стали з'являтися в сільській місцевості та в містах. У 1967 році був зафіксований випадок нападу бджолиного рою на будинки в бухті Ріо-де-Жанейро. Спроби застосування рятувальними службами проти них вогнеметів успіхів не дали. Від укусів загинуло більше 150 чоловік і кілька сотень тварин.
За статистикою з 1969 року в Бразилії від укусів африканських бджіл загинуло більше двох сотень людей, а кілька тисяч серйозно постраждали. Загиблі домашні тварини обчислюються тисячами.[джерело?] Саме з цих причин відомі також під назвою «бджоли-вбивці».
Нападають на будь-яку тварину, яка з'явилася в радіусі 5 метрів від вулика. Переслідують своїх жертв протягом півкілометра, а іноді і більше.

## Поширення

Поширення Apis mellifera adansonii по території США з 1990 по 2003

За минулий час[який?] нова порода бджіл поширилася по Бразилії, витіснила своїх родичів з території всієї Південної Америки і неухильно просувається на північ із середньою швидкістю приблизно 270 кілометрів на рік.
З 1990 року вона відзначається на півдні США.

## Вплив отрути на організм людини
Вжалення африканізованою бджолою викликає важкі наслідки аж до летальних. У пострадждалих виявляють внутрішньосудинний гемоліз, дихальну недостатність, розлади печінки, рабдоміоліз, гіпертензію, пошкодження міокарду, шок, кому, гостру ниркову недостатність.